# Bevere
Bevere is een dorp in de Belgische provincie Oost-Vlaanderen en een deelgemeente van de stad Oudenaarde, het was een zelfstandige gemeente tot aan de gemeentelijke herindeling van 1965. Bevere ligt net ten noordwesten van het centrum van Oudenaarde, en de dorpskern is er tegenwoordig mee vergroeid.

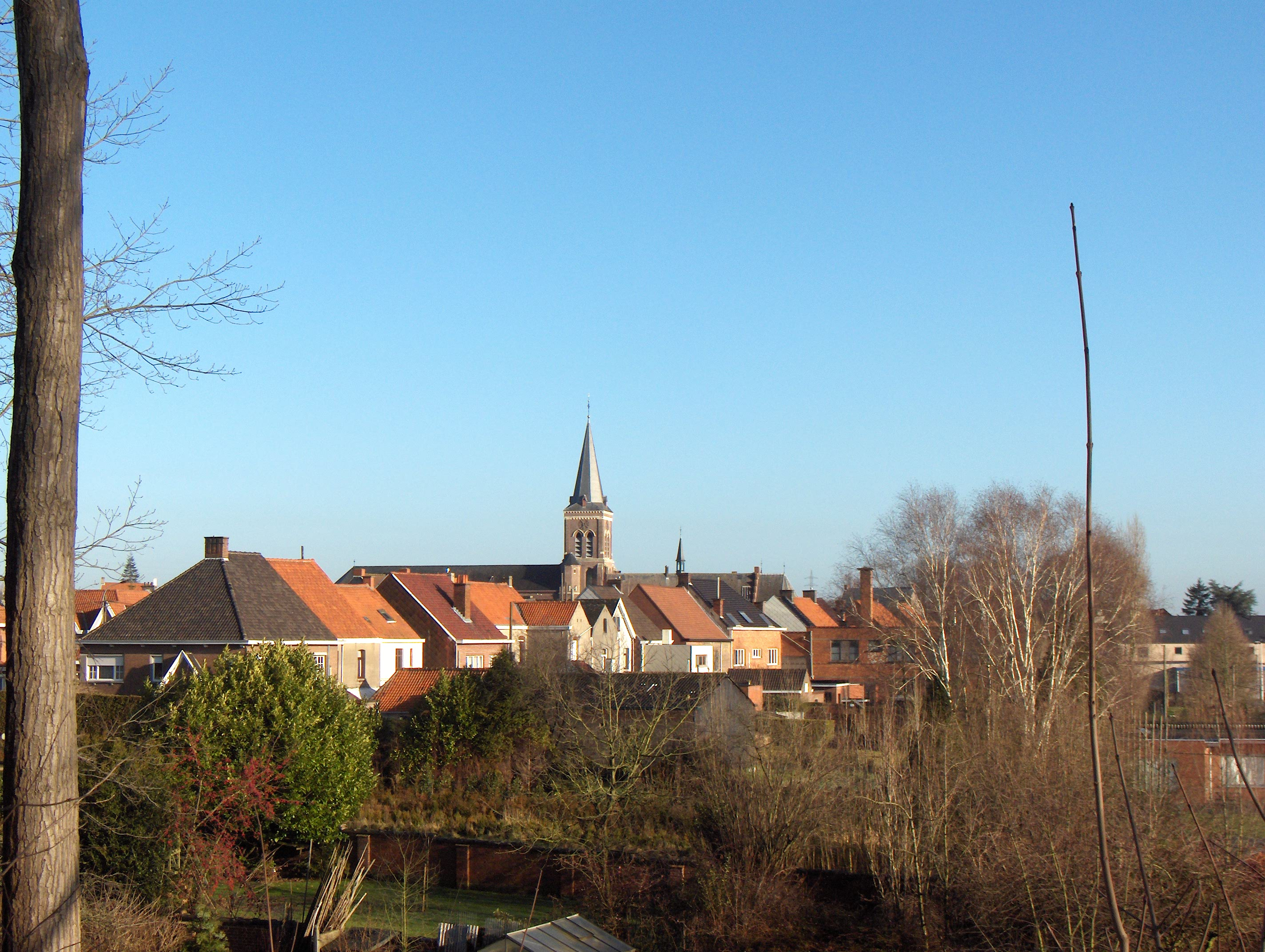
Bevere, met zicht op de dorpskerk vanaf het zuidwesten

## Geschiedenis
De oorsprong van de naam Bevere is pre-Keltisch, en zou komen van Bhebhruana wat "beek waar bevers wonen" betekent. De eerste vermelding van Bevere dateert uit 966 onder de naam van Buerna.
In 1203 schrijft men Veverna, later Bevra of Beurna en in 1269 komen we de Romaanse vorm Budruwaen tegen. Met een aan zekerheid grenzende waarschijnlijkheid gaat het om een watertoponiem.
Bevere lag aan de Romeinse heirbaan Gent - Doornik. Bij de zandwinning in 1985 op en rond "de Donk" werden sporen gevonden van goed bewaard paalwerk, waaronder de resten van een graanopslagplaats op 4 palen waarop een horizontaal houten rasterwerk kwam. Deze prehistorische resten zouden dateren van 2500 tot 2000 jaar vóór Christus. Dit staaft het vermoeden dat Bevere lang vóór de Romeinen bewoond was. De site, die nu vijver en recreatiegebied is, vormde een kleine verhoging midden een zeer grote verzakking in het Schelde-alluvium dat uit drassige weiden bestond. Dit uitgestrekte landschap, dat jaarlijks onder water liep, was te Bevere bijzonder breed en vormde eeuwenlang een zeer efficiënte verdedigingsgordel voor de stad Oudenaarde.
Bevere was op juridisch en kerkelijk vlak afhankelijk van Oudenaarde, voor leenzaken van Pamele en op administratief vlak van de Kasselrij Oudenaarde. Bevere was een "voordorp" van het invloedrijke en belangrijke Oudenaarde en lag buiten diens stadsversterkingen. Economisch werd Bevere geremd door de voorrechten van de stad. Deze voorrechten gaven aan Oudenaarde het alleenrecht van alle niet-agrarische goederen en handel. Het dorp werd om de haverklap verwoest bij belegeringen en wraakacties die voor Oudenaarde bestemd waren. Vooral de Gentenaars gingen lelijk te keer. Alsof verwoestingen nog niet voldoende waren, werden de meeste huizen in 1579 afgebroken ter versterking van de stadsmuren. Ook de kerk van Bevere onderging hetzelfde droevige lot. De beeldenstorm in 1566, de belegering door de Hertog van Parma van op de hoogten van Bevere in 1582, de belegeringen van Oudenaarde door de Fransen in 1658, 1667, 1707, 1718 en 1745 waren steeds rampzalig voor het dorp. De sedert 1579 heropgebouwde kerk werd in 1674 andermaal vernield. Dit alles vertaalde zich in het bevolkingsaantal van Bevere. Pas vanaf de 19e eeuw, na het afbreken van de stadsversterkingen van Vauban was er een werkelijke groei van de bevolking waar te nemen. In 1767 telde Bevere slechts 896 zielen in 159 woningen en bij de fusie op 1 januari 1965 waren er 3.184 inwoners.

## Geografie

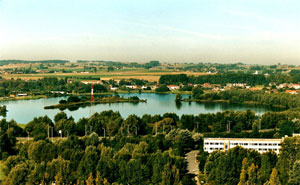
Donkvijver

Een groot gedeelte van Bevere bestond vroeger uit bossen, meersen (zie "Meerspoort"), moeras en vijvers. In een oorkonde uit 1246 is sprake van een "wastina" aan de Beverepoort. Deze vijver en moeras werden Pudemere genoemd. In 1287 werden deze aan het hospitaal afgestaan om in 1543 voorgoed te verdwijnen. Tot 1332 stond het hospitaal van Oudenaarde op het grondgebied Bevere. Aan de andere kant van de Huddegembeek waren er meersen. Deze weilanden werden "den Donk" genoemd. De Donk is 29 hectare groot en kreeg door een beslissing van de heer van Bevere in 1253 het statuut van gemeenschappelijke weidegrond. Daarvan mocht een deel van de bewoners er vrij gebruik van maken. Dit uitgestrekte landschap, dat jaarlijks onder water liep, was te Bevere bijzonder breed en vormde eeuwenlang een zeer efficiënte verdedigingsgordel voor de stad Oudenaarde. Behalve deze meersenzone en bossen, bestonden de twee overige derden van het grondgebied Bevere uit uitgestrekte kouters met vruchtbare gronden, die tot op vandaag een schaarse en verspreide bewoning kennen.

## Demografische ontwikkeling
- Bronnen:NIS, Opm:1831 tot en met 1961=volkstellingenr

## Bezienswaardigheden

### Station

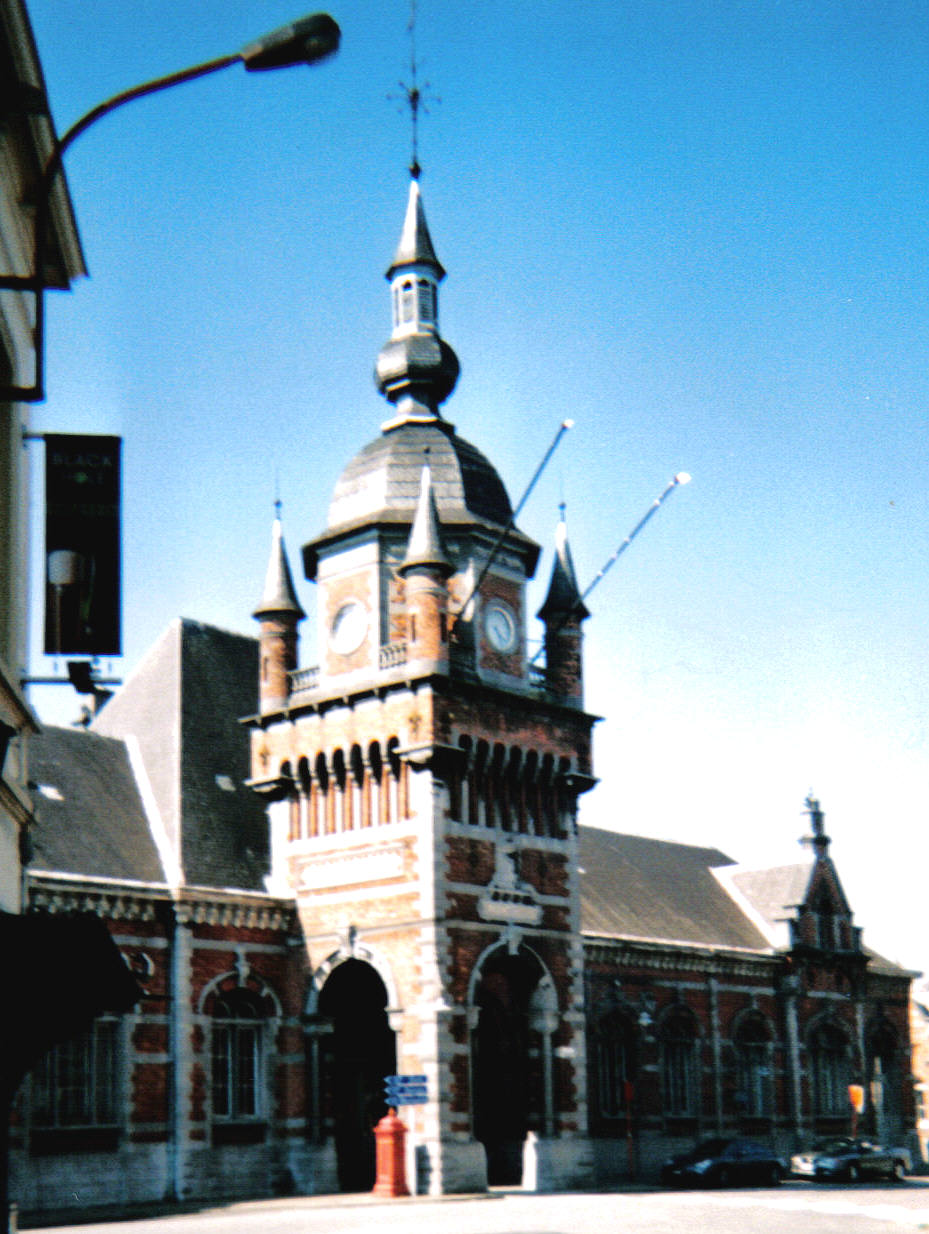
Het oude treinstation

Bevere huisvest het station van Oudenaarde. In september 1845 werd een plan voor een spoorlijn Gent-Oudenaarde aan de stad Oudenaarde toegezonden. Het traject zou onderdeel vormen van de spoorweg Gent-Bergen, die langs Aat, Ronse en Oudenaarde zou passeren. Er zou geopteerd worden voor een station aan de Meerspoort. Dit was echter grondgebied Bevere. De echte Oudenaardist zag dit niet zitten en wilde eerder een station aan de Eindries. De spoorweg werd in 1851 goedgekeurd, maar in 1854 rezen er opnieuw moeilijkheden tussen de Spoorwegen en de gemeenteraad, in verband met de plaats waar het station zou komen. Om uit de impasse te raken, besloot de minister van openbare werken in 1857 een voorlopig station op de richten in Bevere, dat snel een definitief karakter kreeg. Kort daarna kreeg ook Leupegem een station, terwijl Oudenaarde nog moest wachten.

### De Vierschaar

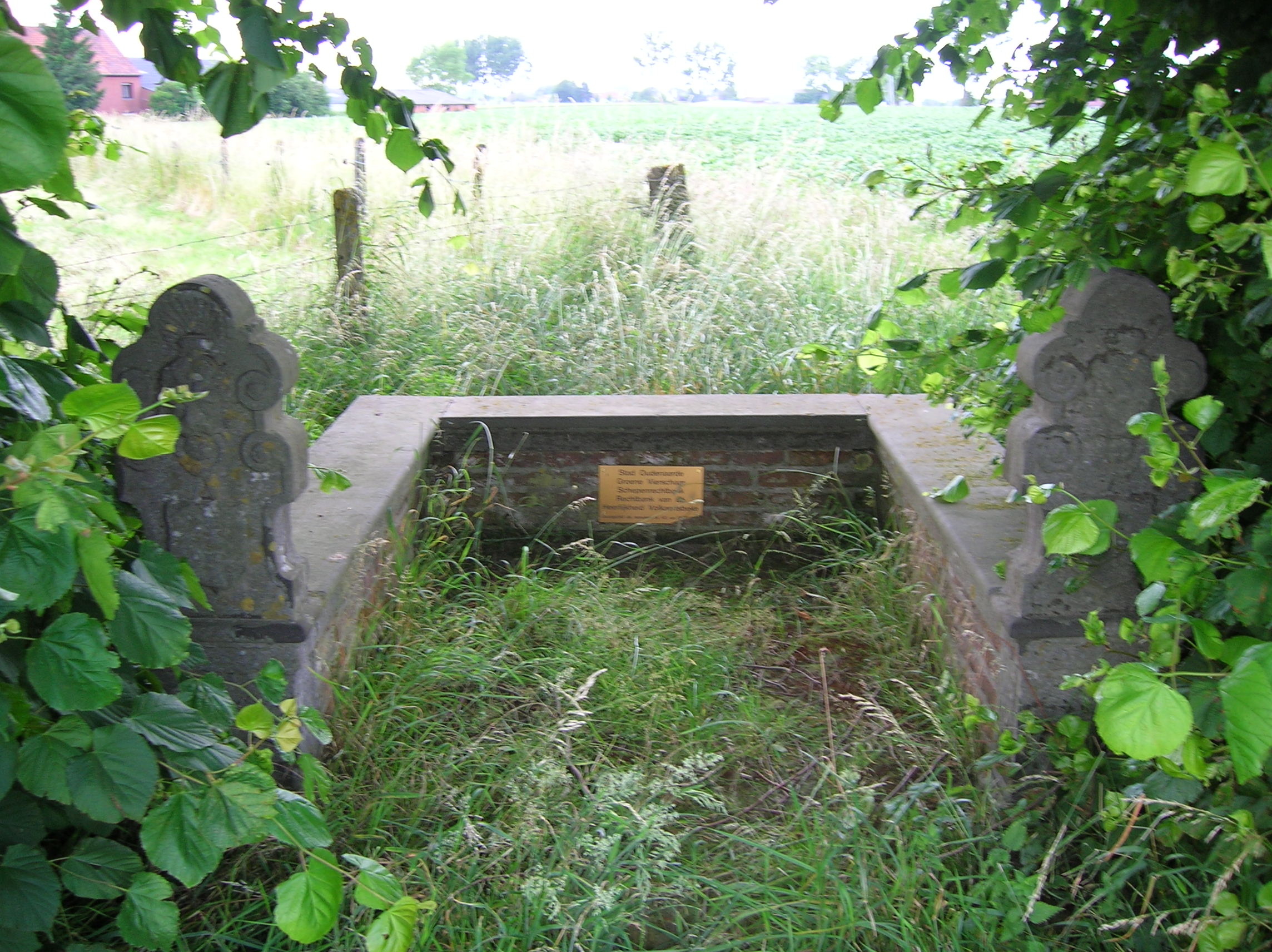
de Vierschaar

Op het grondgebied Bevere, langs de Wortegemstraat, dicht bij de grens met Moregem, staat het beschermd monument '"de Vierschaar". Het is een overblijfsel van de oude rechtspraak en is uniek in België. Dit monument stamt uit de tijd dat recht nog niet gesproken werd in een zaal, maar in open lucht. Door de unieke waarde van dit monument werd een kopie op het dorpsplein van Bokrijk gezet.

### Molens
Vroeger was Bevere een echt molendorp, want vanaf de tweede helft van de 19e eeuw tot de Eerste Wereldoorlog telde Bevere 10 molens. Geen enkele molen is tot op heden overgebleven. De laatste restanten waren twee stenen achtkanten die in 1962 respectievelijk 1965 moesten wijken voor de aanleg van de Westerring. Eerder al was de ronde stenen Sprietmolen (een oliemolen) gesloopt. Hiervan werden de grondvesten in 2005 uitgegraven en afgebroken.

### Kerk

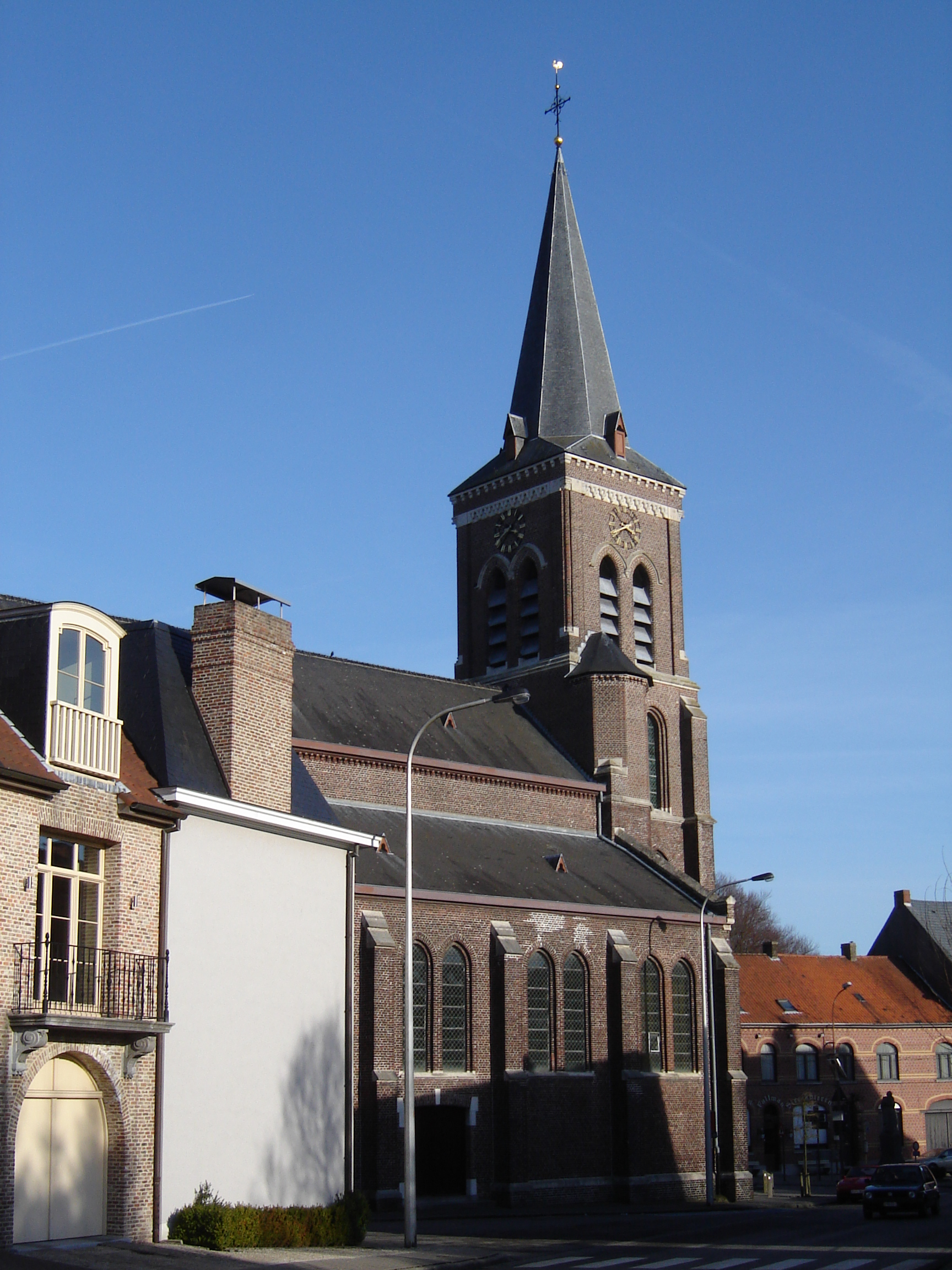
Sint-Pieterskerk

De huidige Sint-Pieterskerk werd van 1873 tot 1876 opgericht op het hoogste punt van de Beverestraat (Dorpsstraat). In tegenstelling met de vorige kerken werd de kerk nu niet meer van west naar oost gericht, maar van noord naar zuid. De machtige toren vormt ook nu nog een herkenningspunt dat van ver opvalt.

## Bekende inwoners
Bekende personen die geboren of woonachtig zijn of waren in Bevere of een andere significante band met het dorp hebben:
- Maurice Santens (1895 - 1968), industrieel, bestuurder en politicus

## Nabijgelegen kernen
Moregem, Oudenaarde, Eine, Ooike
Deelgemeenten: Bevere · Edelare · Eine · Ename · Heurne · Leupegem · Mater · Melden · Mullem · Nederename · Oudenaarde · Volkegem · Welden

Belgische gemeenten · Arrondissement Oudenaarde · Oost-Vlaanderen · Vlaanderen